# Homia gigantula
Homia gigantula är en skalbaggsart som först beskrevs av Leconte 1877.  Homia gigantula ingår i släktet Homia och familjen kortvingar. Inga underarter finns listade i Catalogue of Life.